# Martin Petr
Martin Petr (ur. 23 sierpnia 1988) – czeski szachista, arcymistrz od 2011 roku.

## Kariera szachowa
W 2004 r. reprezentował Czechy na mistrzostwach świata juniorów do 16 lat. W 2005 r. zwyciężył w międzynarodowym turnieju w Čartáku, w 2006 r. zajął III m. (za Aleksandrem Miśtą i Janem Bernáškiem) w Brnie, natomiast w 2007 r. podzielił I m. (wspólnie z Piotrem Bobrasem, Bartłomiejem Heberlą, Petrem Habą, Janem Votavą i Jirim Stockiem) w otwartym turnieju w Českiej Třebovie. W 2008 r. podzielił II m. (za Pavlem Vavrą, wspólnie z Bartłomiejem Heberlą) w Litomyślu, w 2009 r. podzielił I m. w Starym Město (wspólnie z m.in. Miłko Popczewem, Wiaczesławem Zacharcowem i Markiem Vokácem), Náchodzie (wspólnie z m.in. Witalijem Koziakiem i Wiaczesławem Dydyszko) oraz Litomyślu (wspólnie z m.in. Bartłomiejem Heberlą i Janem Bernáškiem), natomiast w 2010 r. zdobył w Pardubicach tytuł mistrza Czech w szachach losowych oraz zwyciężył (wspólnie ze Spartakiem Wysoczinem) w kołowym turnieju we Lwowie, wypełniając pierwszą normę na tytuł arcymistrza. Drugą arcymistrzowską normę zdobył podczas rozgrywek czeskiej Ekstraligi w sezonie 2010/11, natomiast trzecią – wygrywając w 2011 r. turniej w Charkowie. Również w 2011 r. podzielił I m. (wspólnie z m.in. Feliksem Grafem) w Apoldzie. W 2014 r. zdobył w Ostrawie brązowy medal indywidualnych mistrzostw Czech.
W latach 2007, 2009 i 2011 trzykrotnie reprezentował narodowe barwy w drużynowych turniejach o Puchar Mitropa (ang. Mitropa Cup).
Najwyższy ranking w dotychczasowej karierze osiągnął 1 maja 2014 r., z wynikiem 2536 punktów zajmował wówczas 8. miejsce wśród czeskich szachistów.